# 分离过程
分离过程（英語：separation process）在化学与化学工程中被用于将一些物质的混合物转化为两个或多个不同的产物。被分离的产物常在化学性质或一些例如尺寸、晶体形状等的物理性质上有所改变。
除了一些少数特例外，几乎每种元素或化合物在自然情况下都以两种或更多成分的混合物形式存在。有时需要将它们分成单独化合物的形式。化学工程领域中的分离应用显得尤为重要。原油是一个好例子：原油是多种碳氢化合物的混合物并且其天然形式就很有价值。然而我们常需要纯化过的多种碳氢化物，例如天然气、汽油、柴油、喷气燃料、润滑油与沥青等。
分离过程基本上可被称为是传质过程。基于分离手段，分离过程可被分类为“力学的”或“化学的”，并可以根据相应的利弊来抉择。如果可能的话，“力学的”分离通常更受欢迎，因为此分类操作较“化学的”分离的耗费更低。

## 各种分离过程类型
- 吸附
- 离心与旋风分离，基于密度差的分离
- 色谱法，利用不同溶解物与一种材料的相互作用（例如穿过）不同而达到的分离
- 结晶
- 倾析
- 除雾器 (蒸发)，从气流中除去液滴
- 蒸馏，用于具有不同沸点的混合液体
- 干燥，通过汽化的方法除去液体
- 电泳，基于有机分子与加上电势的凝胶的不同相互作用分离它们（例如不同的运动）
- 扬析
- 蒸发
- 萃取
  - 浸取
  - 溶劑提取
  - 固相萃取
- 浮选
  - 溶气浮选，使用由空气生成的气泡从泥浆溶液中非选择性地除去悬浮的固体
  - 泡沫浮选
  - 脱墨
- 絮凝
- 过滤
- 分馏
- 分凝
- 油水分离
- 磁选
- 沉淀
- 重结晶 (化学)
- 沉降，利用密度差异进行分离
  - 重力分离
- 筛析
- 提馏
- 升华 (物理)
- 汽-液分离，根据重力分离，基于苏德斯-布朗方程
- 风选
- 区熔提纯